# NGC 5611
NGC 5611 је лентикуларна галаксија у сазвежђу Волар која се налази на NGC листи објеката дубоког неба.
Деклинација објекта је + 33° 2' 52" а ректасцензија 14h 24m 4,8s. Привидна величина (магнитуда) објекта NGC 5611 износи 12,6 а фотографска магнитуда 13,6. Налази се на удаљености од 25,2000 милиона парсека од Сунца. NGC 5611 је још познат и под ознакама UGC 9227, MCG 6-32-20, CGCG 192-13, PGC 51431.